# Финтина-Доамней
Финтина-Доамней (рум. Fântâna Doamnei) — село у повіті Келераш в Румунії. Входить до складу комуни Ніколає-Белческу.
Село розташоване на відстані 50 км на схід від Бухареста, 53 км на північний захід від Келераші.

## Населення
За даними перепису населення 2002 року у селі проживала 401 особа, усі — румуни. Усі жителі села рідною мовою назвали румунську.